# The Silent Avenger (film, 1927)

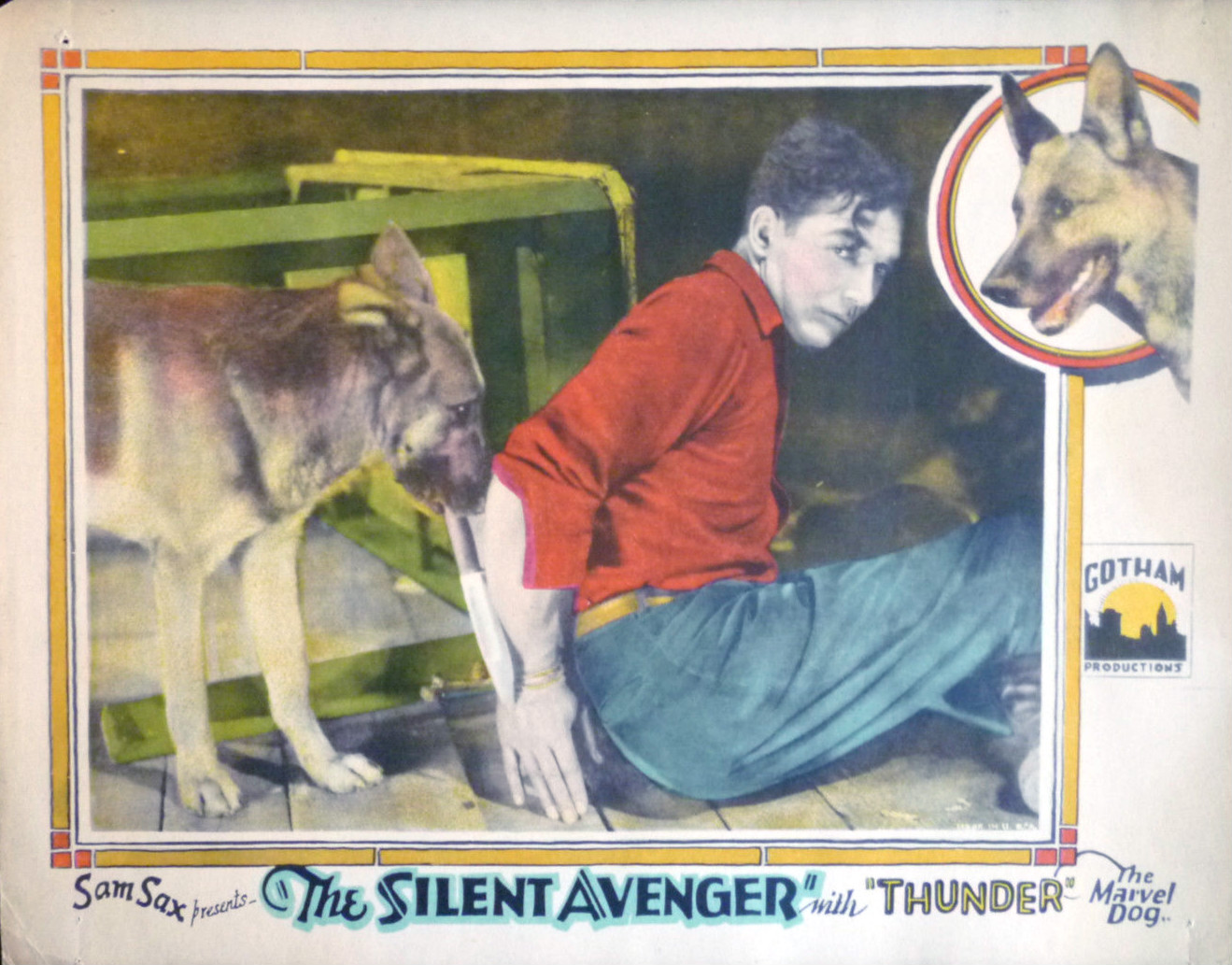
Publicité pour le film.

Pour les articles homonymes, voir The Silent Avenger.
Pour plus de détails, voir Fiche technique et Distribution.
The Silent Avenger est un film muet américain réalisé par James Patrick Hogan, sorti en 1927.

## Fiche technique
- Titre : The Silent Avenger
- Réalisation : James Patrick Hogan
- Scénario : Herbert C. Clark, Frank Foster Davis, George Green, Doris Schroeder
- Photographie : Ray June
- Montage : Fred Burnworth
- Producteurs :
- Société de production : Gotham Productions
- Distribution : Lumas Film Corporation
- Langue : film muet avec les intertitres en anglais
- Format : Noir et blanc — 35 mm — 1,33:1 — Muet
- Genre : Film d'aventure, Film d'action
- Durée : 60 minutes
- Date de sortie : 
  - États-Unis : 5 mai 1927

## Distribution
- Ranger the Dog : Thunder
- Charles Delaney : Stanley Gilmore
- Duane Thompson : Patsy Wade
- George Chesebro : Bill Garton
- David Kirby : Joe Sneed
- Robert Homans : Steven Gilmore (as Robert E. Homans)
- Clarence Wilson : Dave Wade (as Clarence H. Wilson)
- Buck Black :